# ФК Гурник
Гурник Забже Спортова Спулка Акцийна (на полски: Górnik Zabrze Sportowa Spółka Akcyjna, кратки форми „Гурник“, в превод „Миньор“) е полски футболен клуб от град Забже. Основан е на 14 декември 1948 г. Бил е шампион на Полша 14 пъти.

## Срещи с български отбори
„Гурник“ се е срещал с български отбори в официални и приятелски срещи.

### „Лудогорец“
С „Лудогорец“ се е срещал един път в приятелски мач. Мачът се играе на 29 януари 2014 г. в турския курортен град Белек и завършва 1 – 0 за „Лудогорец“ .

### ЦСКА
На 20 януари 2023 Гурник се изправя срещу ЦСКА в контролен мач и бива победен с 3:2. Головете за българския тим отбелязват Браян Морено, Иван Турицов и Мено Кох, а за поляците два пъти се разписва Шимон Влодарчик.

## Успехи
- Екстракласа:
  -  Шампион (14): 1957, 1959, 1961, 1962/63, 1963/64, 1964/65, 1965/66, 1966/67, 1970/71, 1971/72, 1984/85, 1985/86, 1986/87, 1987/88
  -  Второ място (4): 1962, 1968/69, 1973/74, 1990/91
  -  Трето място (7): 1958, 1960, 1967/68, 1969/70, 1976/77, 1988/89, 1993/94

- Купа на Полша:
  -  Носител (6): 1964/65, 1967/68, 1968/69, 1969/70, 1970/71, 1971/72
  -  Финалист (7): 1955/56, 1956/57, 1961/62, 1965/66, 1985/86, 1991/92, 2000/01

- Суперкупа на Полша:
  -  Носител (1): 1988
  -  Финалист (1): 1987

- Купа на лигата:
  -  Носител (1): 1978

## Международни
- Купа на носителите на купи (КНК):
  -  Финалист (1): 1970

- Купа на часовете:
  -  Носител (1): 1990

## Състав 2021
Настоящ състав
- Гурник Забже – Настоящ състав

## Известни играчи
- Аркадюш Милик
- Роман Огаза
- Адам Стаховяк

## Български футболисти
- Димитър Макриев: 2003/04 (22 мача - 2 гола)
- Ивайло Стоименов: 2005/06 (25 мача - 0 гола)
- Павел Виданов: 2015 (13 мача - 0 гола)